# Slavko Goluža
Slavko Goluža, född 17 september 1971 i Stolac i SFR Jugoslavien (nuvarande Bosnien och Hercegovina), är en kroatisk handbollstränare och tidigare handbollsspelare (mittnia). Han spelade 204 landskamper och gjorde 545 mål mellan åren 1992 och 2005, med Kroatiens landslag. Han ingick bland annat i det kroatiska lag som tog OS-guld 1996 i Atlanta och OS-guld 2004 i Aten.
Mellan 2010 och 2015 var han förbundskapten för Kroatiens herrlandslag.

## Klubbar
- RK Razvitak Metković (1988–1989)
- Badel 1862 Zagreb (1989–1998)
- TuS Nettelstedt-Lübbecke (1998–1999)
- RK Metković Jambo (1999–2002)
- Paris HB (2002–2003)
- Fotex Veszprém (2003–2004)
- RK CO Zagreb (2004–2006)

## Tränaruppdrag
- Kroatien (2006–2010, assisterande)
- RK Siscia (2008–2010)
- Kroatien (2010–2015)
- RK CO Zagreb (2012–2013)
- RK Zagreb (2017, interimistisk)
- HT Tatran Prešov (2017–2021)